# Polmonite eosinofila
La polmonite eosinofila, o sindrome degli infiltrati polmonari con eosinofilia (IPE) è una pneumopatia interstiziale spesso idiopatica. Si distingue nelle forme acuta e cronica.
Le cause annoverano parassiti, farmaci, agenti chimici, funghi, ma la maggior parte ha eziologia sconosciuta. Si ritiene insorga con un meccanismo di ipersensibilità: l'eosinofilia è compatibile con una reazione di ipersensibilità di tipo I, mentre altri aspetti come la vasculite e gli infiltrati assomigliano a reazioni di tipo III e di tipo IV.